# Уміння
Уміння — це такий рівень володіння, який потребує незначного контролю свідомістю, характеризується недостатньою стійкістю до різних негативних впливів; здатність належно виконувати певні дії, засновані на доцільному використанні людиною набутих знань і навичок. Передбачає використання раніше набутого досвіду, певних знань; без останніх немає умінь. Утворення умінь є складним процесом аналітико-синтетичної діяльності кори великих півкуль головного мозку, в ході якого створюються й закріплюються асоціації між завданням, необхідними для його виконання знаннями та застосуванням знань на практиці.

## Основні етапи розвитку навички
| Етапи розвитку навички           | Характер навички                             | Мета навички                                                    | Особливості виконання дій |
| -------------------------------- | -------------------------------------------- | --------------------------------------------------------------- | --- |
| 1. Ознайомлювальний              | Осмислення дій і їх уявлення.                | Ознайомлення з прийомами виконання дій.                         | Чітке розуміння мети, але недостатнє уявлення про способи її досягнення: дуже грубі помилки при дії.                                                             |
| 2. Підготовчий (аналітичний)     | Свідоме, недосконале, невміле виконання дій. | Засвоєння окремих елементів в дії, аналіз способу їх виконання. | Чітке розуміння способів виконання дій, але неточне і нестійке її виконання: багато зайвих рухів.                                                                |
| 3. Стандартизуючий (синтетичний) | Автоматизація елементів дій.                 | Поєднання окремих елементів рухів у єдину дію.                  | Підвищення якості рухів, їх злиття, усунення зайвих, перенесення уваги на результат: покращення контролю, перехід до мускульного контролю.                       |
| 4. Варіючий                      | Практичне пристосування до ситуації.         | Засвоєння довільного регульованого характеру дій.               | Точне, гнучке, швидке доцільне виконання дій: контроль на основі спеціалізованих сенсорних синтезів (спеціалізованих чуттів), інтелектуальний синтез (інтуїція). |

## Формування умінь
Формування умінь проходить кілька стадій. Спочатку — ознайомлення з умінням, усвідомлення його смислу. Потім початкове оволодіння ним. Нарешті, самостійне й дедалі точніше виконання практичних завдань. У педагогіці вивчення кожного навчального предмета, виконання вправ і самостійних робіт виробляє в учнів уміння застосовувати знання.
З точки зору психології, навичка — психічне новоутворення, підконтрольне свідомості і вироблене шляхом вправ, завдяки якому індивід спроможний виконувати певну дію раціонально, з належною точністю і швидкістю, без зайвих витрат фізичної та нервово-психологічної енергії.
Навички-дії, складові частини яких у процесі формування стають автоматичними.
Відповідно до видів дій розрізняють і види навичок: рухові, сенсорні, інтелектуальні.
В усіх видах діяльності необхідні навички: навчальні, трудові, ігрові тощо.